# Pteraspidomorphi
Die Pteraspidomorphi oder Pteraspidomorpha sind urtümliche kieferlose Wirbeltiere (Vertebrata), die vom frühen Ordovizium bis zum späten Devon vor etwa 479 bis 376 Mio. Jahren (mya) lebten. 

## Merkmale
Die Fossilien dieses Taxons zeigen eine starke Panzerung des Kopfes, die von Platten aus Hautknochen gebildet wird, die aus Aspidin bestehen. Die Pteraspidomorphi bewohnten das Meer, zumeist in der Nähe der Küste, es wird aber angenommen, dass einige Formen in das Süßwasser vorgedrungen sind. Das Skelett ist knorpelig, nur bei den Eriptychiida und möglicherweise bei den Arandaspida zeigen sich Spuren einer Kalzifizierung. Außer der Schwanzflosse besitzt der Körper keine weiteren Flossen. 

## Systematik
Die Pteraspidomorphi wurden lange Zeit als den kiefertragenden Fischen oder Kiefermäulern (Gnathostomata) nahestehende Gruppe angesehen, die gemeinsamen Merkmale (Synapomorphien) dieser Gruppe stellen aber im Sinne der phylogenetischen Systematik ursprüngliche Merkmale (Plesiomorphien) dar, die sie mit weiteren Gruppen teilen.
Innerhalb der Pteraspidomorphi werden drei bis vier Untergruppen unterschieden:
- Die Arandaspida, auch Arandaspidida genannt, haben ausschließlich marine Vertreter. Der älteste Vertreter Arandaspis stammt aus dem oberen Unterordovizium aus Australien. Ein weiteres bekanntes Fossil ist der etwa 40 Zentimeter lange Sacabambaspis janvieri aus Südamerika.

- Die Astraspida, auch Astraspidida genannt, sind ebenfalls ausschließlich marin und stammen wie die meisten Arandaspidida aus dem Mittleren Ordovizium vor etwa 460 Millionen Jahren.

- Die Heterostraci sind die jüngste Gruppe der Pteraspidomorphi und von Fossilien aus Sedimenten des Silur und Devon bekannt. Die Fundorte liegen in Nordamerika, Europa und Sibirien.

Die vierte Gruppe besteht ausschließlich aus der nur von fragmentarischen Überresten bekannte Gattung Eriptychius, die als Eriptychiida gleichrangig zu den übrigen steht oder den Astraspida zugeordnet wird.